# Exetastes taiwanensis
Exetastes taiwanensis är en stekelart som beskrevs av Kusigemati 1986. Exetastes taiwanensis ingår i släktet Exetastes och familjen brokparasitsteklar. Inga underarter finns listade i Catalogue of Life.